# Dan Riba
Daniel Esteban “Dan” Riba (né en 1960) est un storyboarder de télévision et réalisateur de dessins animés américain. Il est surtout connu pour son travail sur SOS Fantômes, COPS., Batman : La Série Animée, Superman : L'ange de Metropolis, The New Batman/Superman Adventures, Batman la relève, Turok, JLa ligue des justiciers, Ring Raiders, Freakazoid, Le Projet Zeta, Mister T et tous les dessins animés spinoffs de ALF. Il a également réalisé Super Mario Bros. et plusieurs épisodes de Ben 10: Alien Force, Ben 10: Ultimate Alien et Ben 10: Omniverse.